# نووکیفسکی اووال
نووکیفسکی اووال (روسی: Новокиевский Увал) یک منطقهٔ مسکونی در روسیه است که در استان آمور واقع شده‌است.